# Икона Пресвета Богородица Филермоса
Икона Пресвета Богородица Филермоса је икона Богородице која се чува у Плавој капели, у оквиру изложбеног простора Историјског музеја Црне Горе у Цетињу. Према предању, дело је Светог Апостола Луке, који ју је уживо насликао 46. године. Икона је вековима била у власништву Малтешких витезова, који су је поклонили Руском цару за заштиту и доброчинство које им је пружио. У Русији је Икона Пресвета Богородица Филермоса била скоро век и по, до краја Октобарске револуције, када је тајно изнета из Русије и однесена у Данску. Затим је неко време била у Берлину, да би 1928. године, заједно са две велике светиње, честицом Часног Крста и шаком Јована Крститеља и Претече стигла у Београд, као поклон руског царског дома Србији и краљу Александру Карађорђевићу за помоћ и прихватање избеглих белогардејаца из Русије. До 1941. године чувана је у дворској цркви, да би током повлачења краљевске породице и југословенске војске преко Црне Горе, краљ Петар II Карађорђевић све ове три реликвије предао патријарху Гаврилу Дожићу и оне су затим сакривене у манастиру Острог. Од тада се ова велика светиња налази у Црној Гори.

## Значај иконе
По предању, Свети Апостол Лука је, према живом моделу, направио три иконе Пресвете Богородице, међу којима је била и Филермоса. Богомајка је иконама дала благослов и на њих „излила” своју благодат. Њен дуги пролазак кроз време створио је предања и веровања да је настала као пралик свим каснијим представама Богородице.
За Кипране, Пресвета Богородица Филермоса је била и увек ће бити духовно насљеђе Кипра. О значају Богородице Филермоса за Малтешки ред говори чињеница да је лик и назив ове иконе, као симбол заштитнице Реда, Малта заштитила као трејдмарк. Пуна регистрација се односи на име, жигове, слике и друго и важи на територији Европске уније, Сједињених Америчких Држава и Русије. Црна Гора ју је прогласила за културно добро од националног значаја.
Током боравка у Русији направљене су и две копије иконе. Једна 1852. године, која је била стално постављена у катедрали у Гатчину и друга, коју је касније Влада Русије поклонила Родосу и која се од 1925. године, после прве италијанске окупације овог острва, налази у цркви Свете Марије од анђела у Асизију.

## Име
Боравећи у православном светилишту Филермос, икона је добила име Филермоса, а 1852. године, када је била у Русији, у литургијском календару 12. октобар посвећен је реликвијама са Малте и икони Пресвете Богородице Филермосе, када је означена као „Одигитрија Филермска” (Путеводитељка).

## Изглед иконе
Године 1900. појављују се и први подаци о изгледу и димензијама иконе, које је објавио Гај Сомни Пицернади (Guy Somni Picernadi) у књизи „Itineraries d'un Chevalier de S. Jean de Jerusaleme”. Према његовим подацима, димензије иконе су 44×36 цм. У књизи је и прва позната фотографија иконе, са изузетно читљивим ликом. Икона Пресвета Богородица Филермоса представља само лице Богородице, без божанског детета. Глава је благо нагнута ка левом рамену. Лице је овално, а нос врло изражен. Стил је у потпуности византијски. Урађена је темпером на дрвету.
Икона је 1799. године прекривена светим оковом од злата (ризом, према руској терминологији), украшеним драгим камењем. Лик Богородице видљив је кроз отвор на окову, који је ограничен на лице и врат. Лик заузима средиште окова. На унутрашњем делу окова, на равној површини видљива је одежда Богородице до рамена, а на глави је тијара – ореол, из које излази осам зрака у емајлу, који чине малтешки крст. Димензије иконе заједно са оковом су 50,4×39,7 цм, а дебљина окова је 5 цм.
Оков је формиран од оквира и плоче на којој су у рељефу урађени делови одеће и тијаре. Богати златни рам окова, фине израде, формиран је из три траке. Прва, која чини спољашњу бордуру, представља веома сложени стилизовани троделни цветни венац. Друга трака представља ред стилизованих пупољака тулипана, усмерених према средишту сваке стране, у којима се налазе медаљони - представе застава и оружја Малтешког реда. Трећа, унутрашња бордура формирана је такође од пупољака тулипана. На четири угла рама смештени су крилати херувими у пуном рељефу. На полеђини окова, на доњој, краћој страни, налазе се утиснута четири жига. Први на којем је орао и година 1799, требао би да означи радионицу и годину израде. Други са нечитљивим иницијалима могао би бити ознака мајстора златара. На трећем је утиснут број 84. Четврти, такође недовољно читљив, могао би бити жиг контроле.
На плочи окова формиран је отвор који омогућава да се види лик, односно делови лица и врата. На плочи су аплицирани делови одежде, украшени брилијантима и сафирима, и тијаре – ореола, формиране у облику потковице. Украшена је непрекидним низом брилијаната који се смањују према крајевима, и цветовима формираним од рубина. Из ореола излази осам крака који у белом емајлу формирају Малтешки крст. Око лика Богородице, у средишњем делу тијаре налазе се симетрично постављени мотиви цветова од драгог камења, брилијаната, дијаманата и рубина. На доњем делу окова, одежда је украшена испод врата богатом траком дефинисаном непрекидном низом брилијаната, са четири велика сафира опточена брилијантима и три велика брилијанта између њих. О низ брилијаната који чине спољашњи руб траке постављено је седам великих сафира у форми капи, окачених о брилијанте. Декорација одежде завршава се са две вертикалне траке брилијаната, које излазе из траке оковратника са доње стране.
Уклањањем окова, видљиво је да је између њега и сликаног слоја положен дебљи црни папир, ручно обојен, који штити икону од самог окова. Папир је на више мјеста перфориран, на местима за шрафове којима су на плочу причвршћени украси. Сама икона се састоји из три сегмента. Лик Богородице осликан је на платну које прати контуре главе и врата и причвршћено је на дрвени носач на ком је осликан огртач. Дрвени носач је неправилног облика, утиснут у другу дрвену таблу, издубљену у средини према форми носача. На ову дрвену таблу, са њене задње стране, постављен је још један дрвени носач, прилагођен величини окова.

### Оштећења
На тијари недостаје први рубин са леве стране, а постоји брилијант у корену цвета. У акту сачињеном 29. априла 1932. године, приликом предаје иконе и других реликвија представнику краља Александра, на приложеним фотографијама је видљиво да је тај рубин и тада недостајао. На одежди недостаје највећи сафир, који је био смештен у средишњем делу одежде. Остао је само брилијант о који је био окачен. Недостајући сафир је био присутан приликом потписивању Акта о преузимању, што се види и на поменутим фотографијама, а такође је видљив и на филмском материјалу који прати откривање реликвија у Острогу 1953. године. Украс са огрлице сигурно није нестао ни после 1978. године, када је предата Народном музеју, што потврђује фотографија снимљена приликом примопредаје 20. јануара 1978. године, на којој га већ нема. У новије време има и оних који верују да се овде и не ради о сафиру, него о некој врсти плавог дијаманта, у сваком случају најскупоценијег драгог камена на свету, са јединственим особинама, каквих има само на Уралу, у рудницима из којих су драгуљима снабдеване руске царске јувелирске радионице.
На делу иконе који није прекривен оковом боја је затамњена, глатка и сјајна, али читљива, док је на делу који је био покривен оковом бојени слој сиво плавичаст, са бројним оштећењима, без сјаја и делимично отпао. Лик Богородице, је таман, смеђ, готово монохроман, са изузетком црвенила на уснама. До промене у боји могло је доћи због оксидације заштитног лака. Цела икона је делимично оштећена, а посебно су видљива оштећења боје и платна на десном образу. Увид у стање иконе Пресвета Богородица Филермоса обављен је 24. априла 2012. године и праћен је фото-документацијом. Икона је веома оштећена великим бројем рупа од ексера, које су узроковане постојањем окова и у неком ранијем времену. Сконцентрисане су на доњем делу иконе, мада теку и по ободу Богородичиног лика.

#### Афера око крађе сафира
| Приликом изношења иконе из трезора Државне безбедности сачињене су изјаве у којима, између осталог, пише и следеће: |
| Трагом су нестала два крупна драга камена - један од девет рубина блиједоцрвене боје у ореолу, први по реду у десном краку, гледано одозго нагоре и средишњи, највећи од осам сафира у ђердану и на прсима Богородице. На месту где је стајао рубин, баш као и уз одговарајући рубин на супротном, левом краку, односно уз свих преосталих осам рубина у ореолу, и даље се налази један мали дијамант, а на месту где је био велики сафир у облику огромне капи сада стоји неки златни украс у облику крстића са белим каменом у средини. Нема ни сафира ни дијаманата, на каквим висе осталих шест сафира у ђердану |

У време када су реликвије нађене у трезору Државне безбедности, 1978. године, није било познато да ли је икона оскрнављена на својим путовањима до Црне Горе, или се то догодило за време боравка на њеним просторима. Податак који се објављивао под именом „Златна афера” односи се на крађу националног блага са иконе Филермосе и нестанка педесетак килограма златног новца и других драгоцености, такође несталог у истом термину из манастира Острог. Захваљујући тадашњем председнику републике Црне Горе, Марку Орландићу, афера се разоткрила уз поражавајуће податке. Прво су се осуђивали великодостојници Српске православне цркве и митрополит црногорско-приморски Амфилохије а игуман Леонтије и његови сарадници изведени пред суд, да би се врло брзо одговорност пребацила на Министарство унутрашњих послова Црне Горе и тајну полицију. После више заседања специјалних и вијерских комисија одлучено је где ће се реликвије изместити након боравка под Острогом. Деведесетих годинама 20. века делови истине о догађајима везаним за пљачку Филермосе опет су изашле на видело. Чињенице које су при томе откривене указују да је средишњи драгуљ са иконе Филермосе нестао у периоду боравка у трезору, од 17. марта 1953. до 20. јануара 1978. године, што је скинуло сваку сумњу са тада већ покојног игумана Леонтија и његових сарадника и коначно освијетлило умешаност црногорске Државне безбедности као снажне и моћне тајне полиције државног апарата, тога времена. У међувремену сви документи са суђења покојном игуману су нестали. О свему овоме је снимљен и кратак документарни филм, али по налогу Државне безбедности. До скоро је овај петоминутни филм, видео запис проналажења скривеног блага у Осторгу 1952. године, чуван као највећа тајна.

## Вредност иконе
Када је икона Богородице Филермосе, 1978. године, откривена у трезору Службе безбедности Црне Горе, први пут је јавно процењена њена вредност, и то на десет годишњих буџета Републике Црне Горе.

## Историја
Према предању, икону Пресвета Богородица Филермоса насликао је Свети Апостол Лука, према живом моделу, након чега је Богомајка дала благослов иконама и излила своју благодат на њих. Према истом предању, она представља једну од првих икона, јер је Свети Лука први насликао три иконе Пресвете Богородице.

### Настанак и први векови
Према предању Цркве, Свети Лука је, према једним изворима, икону убрзо однео у Египат, назорејима, првим пустињским монасима, док је према другим изворима она била наредна три века код назореја, али у Антиохији Сириској, родном граду јеванђелисте Луке. У 4. веку икона је пренета у Јерусалим, одакле су је око 440. године, у време владавине Теодосија млађег, његова сестра Пулхерија и супруга, царица Евдоксија, пренеле у Цариград, где је смештена у Влахернску цркву, саграђену у њену част. Када је, у време Четвртог крсташког рата (1202-1204) Цариград пао у руке крсташа, икона је отета и однета у Палестину, гдe се налазила у рукама монашко-витешког реда Хоспиталаца (Јовановаца), који су је прогласили својом заштитницом.

### Икона у поседу Малтешких витезова
После најезде муслимана на Палестину, Хоспиталци премештају своје седиште најпре на Кипар, а затим на Родос, где икону смештају у православни манастир на брду Филермос. Ту је икона придружена двема другим светињама: десној руци Светог Јована Претече и честици Часног Крста. Средином 16. века, због турског освајања, Хоспиталци са светињама прелазе на Малту и називају се Малтешки витезови. На Малти остају до краја 1798. године, када због Наполеонових освајања одлазе у Русију, под покровитељство руског цара Павла Првог.

### Икона у Русији
Мајстор Малтешког реда Павле Гомес предаје цару три хришћанске светиње, додељујући му и титулу Великог мајстора. Цар Павле Први је реликвије примио у Гатчину са великом помпом Колики значај је император придавао овој титули говоре и подаци да је променио Руски грб: уклоњени су знаци ордена Светог Андреја Првозваног, а под штит са Светим Ђорђем на грудима орла смештен је сребрни Малтешки крст, крунисан круном магистра Малтешког реда. За сам чин представљања реликвија и иконе Пресвете Богородице изабран је 12. октобар 1799. године, дан венчања императорове ћерке Јелене Павловне. После смрти цара Павла Првог, 1801. године процесије се више нису одржавале у Гатчину све до 1852. године, када је по литургијском календару у 12. октобар посвећен реликвијама са Малте и икони Пресвете Богородице Филермосе. Она је у календару означена као Одигитрија Филермска (Путеводитељка Филермска).
Пад царства затекао је реликвије у Гатчину, одакле су пренете у Москву, а затим у Санкт Петербург. Из Санкт Петербурга су 6. јануара 1919. године драгоцености однете на поклоњење народу у Гатчин, одакле их је 13. октобра гроф Павел Иванович Игњатијев однео у Равел у Естонији. Из Естоније су светиње у тајности однете у Копенхаген, у Данску, код царице Марије Фјодоровне, мајке руског цара Николаја II Романова. На самрти, царица је три реликвије предала митрополиту Руске заграничне цркве, Антонију Храповицком, који их смешта у Руску цркву у Берлину, где остају до 1932. године, када их предаје југословенском краљу Александру Карађорђевићу.

## Долазак у Југославију
Према једним изворима, краљ Александар је икону и друге две реликвије добио на поклон, у знак захвалности због прихватања белогардејаца избеглих из Русије. Међутим, према другим изворима, велика економска криза и глобални економски крах у Немачкој 1928. године, као и нови поредак и успон Хитлера и његове Националсоцијалистичке немачке радничке партије натерали су епископа Тихона да икону, заједно са другим реликвијама, у октобру 1929. године пренесе у Југославију, у којој је био велики број избеглог руског племства.
Године 1932. у Краљевском двору у Београду, сачињен је Акт о примопредаји у присуству делегата за заштиту интереса руске емиграције у Краљевини Југославији, дворског протојереја и шефа канцеларије Светог Синода Руске православне цркве у изгнанству. Акт сведочи да је  Митрополит Кијевско Галицки Антоније, председник Светог Архијерејског Синода Руске православне цркве у иностранству, предао на чување реликвије и икону, а да их је у име његовог величанства краља Александра I Карађорђевића, примио министар краљевског двора Богољуб Јевтић. У акту се наводи исцрпан историјат реликвија и иконе, а на крају се констатује да у случају ослобођења Русије од владе комуниста и враћања слободе Руској цркви наведене реликвије имају бити враћене истој. Уз Акт је приложена и квалитетна фотографија која сведочи о изгледу и стању иконе.
По доласку у Краљевину Југославију икона се, са друге две светиње, чувала у Београду, у дворској цркви Светог Андреја Првоyваног на Дедињу, све до немачке окупације 1941. године. При повлачењу краљевске породице и југословенске војске преко Црне Горе, краљ Петар II КарађорЂевић је српском патријарху Гаврилу Дожићу предао све три реликвије. Дожић је чување реликвија поверио тадашњем игуману манастира Острог, Леонтија Митровића, који их је сакрио у манастиру, где су остале до 1952.
године, чуване у келији и највећој тајности. Због тога изгледало је да се реликвијама изгубио сваки траг. Једни су сматрали да су изгубљене током бомбардовања Београда 1941. или 1944. године, други да су како би биле однете у иностранство, укрцане на подморницу која је потонула, док су трећи веровали да су депоноване у швајцарској банци и да их није могуће повући. Дана 18. септембра 1952. године југословенска милиција пронашла је реликвије у манастиру и пренеле их у трезор Службе државне безбедности. Године 1978. један полицајац у пензији саопштио је игуману манастира Прасквица да се у трезору Владе Црне Горе чувају „неке хришћанске драгоцености”, после чега је Митрополија тражила да се испита о чему се ради. На захтев митрополита Данила, реликвије су извађене из трезора. Честица Часног крста и рука Светог Јована су предати црногорској митрополији Српске православне цркве и налазе се чувају у Цетињском манастиру. Икона је предата Народном музеју Црне Горе.

## Национално благо Црне Горе
Црква икону Пресвета Богородица Филермоса не сматра реликвијом. Она је сакрални предмет који је, због његових уметничких, историјских, духовних, религиозних и моралних вредности, Црна Гора прогласила за културно добро од националног значаја. Донешена је одлука да се икона учини доступном јавности, те је је према идеји историчара уметности Петра Ћуковића и архитекте Предрага Спасића осмишљена Плава Капела. Од 2002. године икона Богородице Филермосе налази се на почасном месту у Плавој капели, згради Народног музеја Црне Горе на Цетињу.
Иако су 1978. године реликвија и иконе предате на чување надлежним институцијама, њихово постојање било је и надаље далеко од очију и сазнања јавности. За њих се сазнало тек када је митрополит Амфилохије 1993. године, на заседању Архијерејског сабора Српске православне цркве на Цетињу обелоданио овај случај. Црногорска јавност упознала са постојањем иконе тек када су се у медијима појавили текстови о томе да се десила пљачка за коју се и даље не спроводи истражни поступак. Све се веома брзо исполитизирало, а вест се ширила као сензација. Прво су се осуђивали великодостојници Српске православне цркве и митрополит црногорско-приморски Амфилохије, да би се врло брзо одговорност пребацила на Министарство унутрашњих послова Црне Горе и тајну полицију.

## Контраверзе
Малтешки витезови, од када су сазнали да Икона Пресвета Богородица Филермоса и даље постоји, упорно покушавају да дођу до ње, нудећи велики новац и политичке уступке црногорским властима. Црква је у више наврата тражила да јој се икона врати, али до данас ти захтеви нису уродили плодом. Од 2002. године, Филермоса је изложена у Плавој капели Народног музеја Црне Горе на Цетињу.
Упркос томе што је икона Богородице Филермосе законом заштићена као покретно културно добро, око ње се јављају разне манипулације, које се  деценијама провлаче по медијима, званичним реаговањима организације Малтешких витезова и Српске православне цркве, као и посленици културе, гласноговорник Пријестонице Цетиња, конзерватори, музеолози, политиколози, академици и многобројни учесници ових расправа. При томе, не ради се само о основном спорењу чија је икона и коме припада, већ и о небризи и њеном скрнављењу.

### Реаговање Малтешких витезова
По предању Малтешких витезова, Богородица Филермоса је у њиховом поседу била вековима. Како су се кретали, носили су је свуда са собом, све док је нису, у времену када Наполеон Бонапарта 1788. године осваја Малту све три реликвије: Филермосу, Честицу часног крста и десну руку Светог Јована Крститеља, предали руском цару Павлу Првом, као свом великом заштитнику. Када је митрополит Амфилохије 1993. године обелоданио где се оне налазе, почело је инсистирање да се врате у њихов првобитни посед. Црногорска власт им, после оваквих наступа, није дозволила отварање канцеларије у Подгорици 1995. године. У то време је у великом броју светских гласила освануо наслов: „Лов на свету руку”, који се односио и на икону Богородице Филермосе. Већ 2004. године односи су отоплили, па су се у име у исте теме у Риму састали тадашњи црногорски председник Филип Вујановић и Велики мајстор малтешког реда Ендрију Берти. Шест година касније, 2010. године, заједничким напорима Витезови малтешког реда и државни органи Црне Горе представили су прелиминарни пројекат за премештање иконе у Цетињску пећину. После представљања пројекта уследила је званична декларација парламента Црне Горе. Овим пројектом су препознате и могућности развоја верског туризма, као и економска добит за град Цетиње. Цетиње, као историјски и културни центар Црне Горе, овим би се мапирао као водећи у области верског туризма, па би се и друге гране привреде развијале у сличном реципроцитету. Као предност овог пројекта назначено је враћање димензија духовности и посвећености, које имају међународни значај. Пројекат је представио професионални тим архитектонских бироа из Италије и Француске.
Године 2012. Влада Малте и московски Музеј Кремља су затражили од Црне Горе да им уступи икону Богородице Филермосе за изложбу малтешког блага током лета те године. Црна Гора није изашла у сусрет овом захтеву. Исте године, али пар месеци касније, друге две реликвије, Светитељска рука и Часна честица су, на молбу Фонда Светог Хваљеног Андреја, кренуле на свој четрдесетодневни пут по Руској Федерацији, Белорусији и Украјини. У пратњи митрополита Амфилохија, реликвије је у Москви дочекала висока црногорско-руска делегација на челу са тадашњим изаслаником црногорске владе Миланом Роћеном и руским патријархом Алексејом Другим. Наредних дана у Црну Гору су стизале информације о чудотворном дејству реликвија, великом одушевљењу и сузама радосницама. Посебну важност за црногорску јавност имала је информација да се овим реликвијама за 40 дана поклонило више од три милиона верника.

### Реаговање Српске православне цркве
Црква је у више наврата тражила да јој се икона врати. Српска православна црква и Амфилохије Радовић били су оштри противници борављења иконе Богородице Филермосе у Плавој капели, а нарочито су се супротстављају идеји и пројекту измештања у Цетинску пећину. Сматрали су да је „најчувенијој икони на свету” место само у цркви, и то у манастиру Острог.

### Став Црногорске православне цркве
Митрополит Црногорска православна црква Михаило, у медијима је изјавио да се не слаже са измештањем иконе из Народног музеја и Плаве капеле у пећину. Оне који су задужени да се брину о икони назвао је „чиновницима” и оптужио их да на криви начин предочавају јавности будућност њене туристичке валоризације. Надаље, он сматра да икона Филермоса није никада подвргнута „научном опиту” којим би се могла прогласити чудотворном, па је она је једино заштитница Малтешких витезова и ништа више. Он не оспорава њену религиозну, историјску, културну и туристичку вредност, али сматра да ни једна реликвија не може бити покретач религијског туризма, јер се на на Цетињу већ налазе многобројне светиње, а према њима не „теку реке људи”. Он такође истиче Острог, као место које покреће верски туризам.

## Утицај иконе у савременом друштву
Кола српских сестара „Краљица Милена” узело је Богородицу Филермосу као заштитницу.
О судбини иконе Пресвета Богородица Филермоса српски писац и новинар Вања Булић написао је 2014. године трилер Досије богородица.